# Alexander von Borck
Alexander Xaver Casimir von Borck (* 27. Februar 1802 in Błonie; † 12. Februar 1880 in Berlin-Charlottenburg) war ein preußischer Generalmajor.

## Leben

### Herkunft und Familie
Alexander war Angehöriger des pommerschen Adelsgeschlechts Borcke. Seine Eltern waren der Landrat Heinrich von Borck (1767–1827) und Ursula von Bolechowska († 1848). General Apollinaris Jakob von Slugocki (1782–1860) war sein Schwager.
Aus seiner 1833 Ehe mit Adolphine Gräfin zu Dohna (1810–1876), Tochter des Oberstleutnants und Kommandanten von Schweidnitz Albrecht zu Dohna-Schlodien (1764–1813) und dessen zweiter Ehefrau Elise von Benckendorff (1780–1852), geschlossenen Ehe sind sechs Kinder hervorgegangen:
- Albrecht Friedrich Apollinar Hans (1834–1852), starb in Batavia
- Gustav (1838–1862)
- Emilie (1839–1911)
- Maximilian (1842–1842)
- Friedrich (1845–1913), Oberstleutnant a. D. ⚭ 1873 Baronin Elise de Voß van Steenwyk (* 1844)
- Oskar (1849–1870), gefallen als preußischer Leutnant des Infanterie-Regiments Nr. 34 bei Vionville

### Werdegang
Borck verfolgte eine Offizierslaufbahn in der Preußischen Armee und war 1819 Kadett in Berlin. Er war 1821 im 6. Infanterie-Regiment zunächst Unteroffizier, dann Portepeefähnrich und stieg 1822 zum Sekondeleutnant auf. Von 1826 bis 1829 war er zur Allgemeinen Kriegsschule und 1830 zum Lehr-Infanterie-Regiment in Potsdam kommandiert. 1831 wurde er Rechnungsführer und 1834 Adjutant jeweils beim II. Bataillon in Posen. Im Jahr 1836 wechselte er als Adjutant zum Füsilier-Bataillon in Krotoschin. Seine Beförderung zum Premierleutnant bei gleichzeitiger Verwendung als Adjutant bei der 7. Landwehr-Brigade in Magdeburg erfolgte 1837. Hiernach wurde er 1838 Kompanieführer beim 7. Landwehr-Regiment. Er war 1842 Adjutant der 9. Division in Glogau und wurde 1843 zum Hauptmann befördert bei gleichzeitiger Versetzung als Adjutant in die Adjutantur beim Generalkommando des 5. Armeekorps in Posen. Borck wurde 1845 Kompaniechef beim 19. Infanterie-Regiment, avancierte zu Anfang des Jahres 1849 zum Major und stand beim Stab des Regiments, wurde dann im Herbst des Jahres Bataillonskommandeur. Er nahm 1850 am Einmarsch in Hessen und dem Gefecht bei Bronnzell teil.
Nach seiner Versetzung als Kommandeur des Füsilier-Bataillons des 10. Infanterie-Regiment in Breslau im Jahr 1852 war er 1856 nacheinander Kommandeur der Landwehr-Bataillone in Schrimm und Jauer. 1857 wurde er Kommandeur des 40. Infanterie-Regiments in Saarlouis. Im Jahr 1860 wurde Borck zunächst mit der Führung des 23. kombinierten Infanterie-Regiments beauftragt und wurde dann im selben Jahr Kommandeur des 63. Infanterie-Regiments in Neiße. Er wurde dann 1861 Kommandeur der 10. Infanterie-Brigade in Frankfurt (Oder) bei Belassung seiner Stellung à la suite beim 63. Infanterie-Regiment. Nach seiner schließlichen Beförderung zum Generalmajor im Jahr 1861 wurde er 1863 auf eigenes Ansuchen mit Pension zur Disposition gestellt.

### Auszeichnungen
Borck erhielt 1859 den Roten Adlerorden IV. Klasse und 1862 den Roten Adlerorden III. Klasse mit der Schleife.